# جيمس ارين (صحفي)
جيمس ارين (بالإنجليزية: James Warren)‏ هو صحفي أمريكي، ولد في 4 يناير 1953 في نيويورك في الولايات المتحدة.